# Tolsjön (Stora Lundby socken, Västergötland)
Tolsjön är en sjö i Lerums kommun i Västergötland och ingår i Göta älvs huvudavrinningsområde. Sjön är 11 meter djup, har en yta på 0,041 kvadratkilometer och befinner sig 108 meter över havet.